# 拉諾德爾梅迪奧 (新墨西哥州)
拉諾德爾梅迪奧（英語：Llano del Medio）是位於美國新墨西哥州瓜達盧佩縣的普查規定居民點。

## 人口
根據2020年美國人口普查的數據，拉諾德爾梅迪奧的面積為4.95平方千米，皆為陸地。當地共有人口76人，而人口密度為每平方千米15.35人。